# ドルニエ S-Ray 007
ドルニエ S-Ray 007
ドルニエ S-Ray 007
- 用途：飛行艇
- 設計者：イーレン・ドルニエ（Iren Dornier）
- 製造者：ドルニエ・テクノロジー（Dornier Technologie）[1]
- 初飛行：2007年7月14日

ドルニエ S-Ray 007（Dornier S-Ray 007）は、ドルニエ・テクノロジー（Dornier Technologie）社が設計した複座の水陸両用飛行艇である。

## 概要
S-Ray 007のコンセプトは1920年代のドルニエ リベレ機に由来し、元々はドルニエ リベレという名称も引き継いでいたが後にドルニエ スティングレー（Dornier Stingray）に改称された。最初の機体が製作される前に3度目の名称変更が行われドルニエ S-Ray 007となった。このプロジェクトを率いているのは、クラウディウス・ドルニエの孫でドルニエ・テクノロジー社のオーナーのイーレン・ドルニエ（Iren Dornier）である。

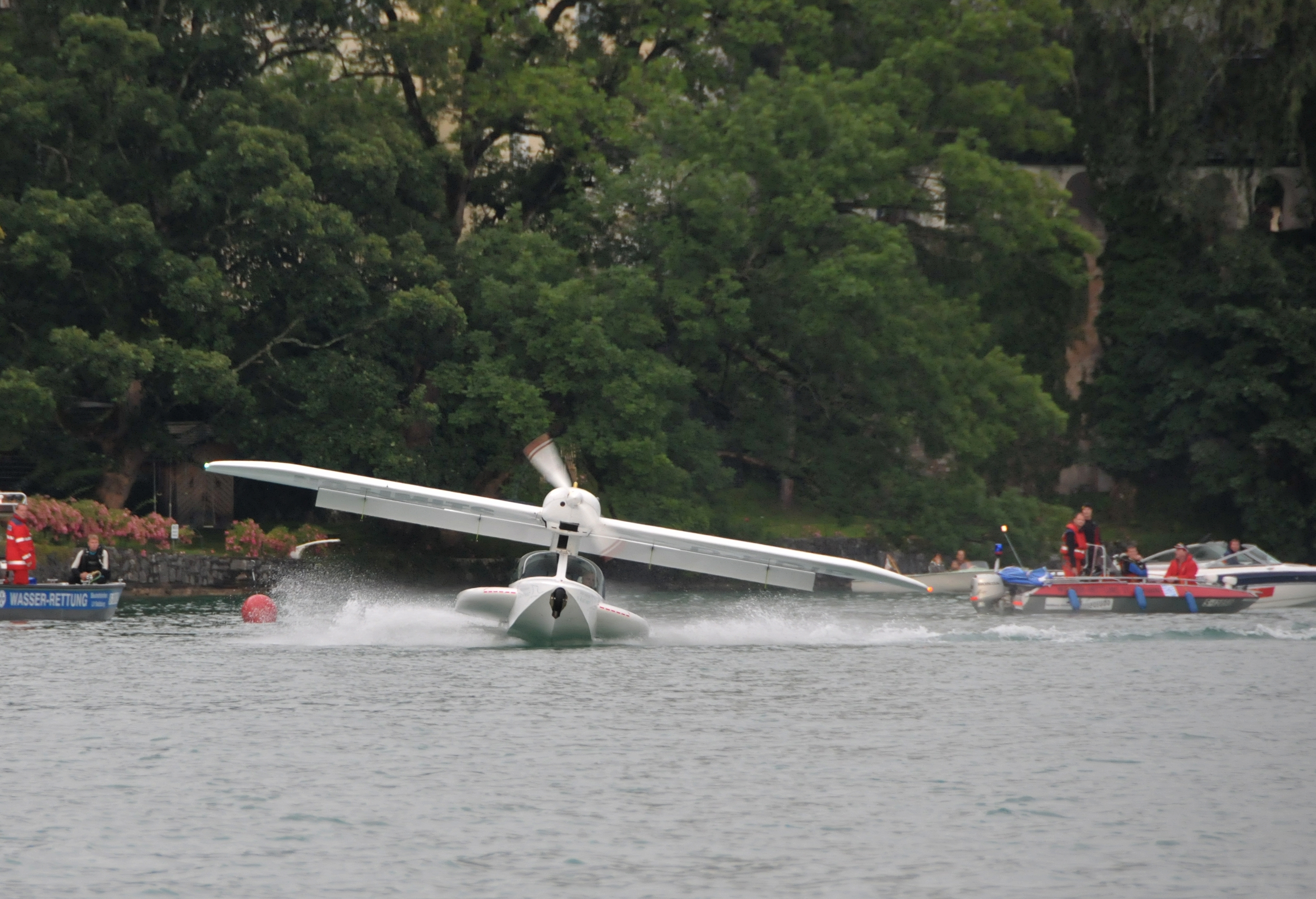
ドルニエ S-Ray 007

この飛行艇は中央にロータックス 912Sエンジンを載せた一体構造の主翼を高翼に配置し、胴体とは滑らかに整形されたパイロンを介して結合している。S-Ray 007は炭素繊維で補強された強化プラスチック素材を使用して製作されており、これにより機体は海水による腐食に対し高い耐候性能を有している。引き込み式の降着装置と容量50 Lの燃料タンクを備えている。
S-Ray 007の初飛行は2007年7月14日にゲルハルト・タルハマー（Gerhard Thalhammer）の操縦でフリードリヒスハーフェン空港で行われた。